# سهره علفی کوچک
سهره علفی کوچک (نام علمی: Emberizoides ypiranganus) نام یک گونه از سرده سهره‌های علفی است.
آنها قبلاً در زردپره ایان قرار داده می شدنندآرژانتین، برزیل، پاراگوئه و اروگوئه یافت می‌شود. زیستگاه‌های طبیعی آن مرتع معتدل و مرداب ها هستند .